# Nagaoka Hantarō
Nagaoka Hantarō (長岡 半太郎?; Ōmura, 15 agosto 1865 – Tokyo, 11 dicembre 1950) è stato un fisico giapponese.
È stato il più eminente fisico giapponese durante il tardo periodo Meiji.

## Biografia
Nato ad Ōmura, nella prefettura di Nagasaki, Nagaoka si formò all'Università di Tokyo. Dopo essersi laureato nel 1887, collaborò con Cargill Gilston Knott, fisico britannico in visita, in studi sul magnetismo. Nel 1893 si trasferì in Europa, dove completò la sua formazione alle università di Berlino, Monaco e Vienna. Nel 1900 assistette al Primo congresso internazionale di Fisica a Parigi, dove ascoltò la lezione di Marie Curie sulla radioattività - evento che accrebbe l'intesse di Nagaoka nella fisica atomica. Tornato in Giappone nel 1901, insegnò fisica all'università di Tokyo fino al 1925. Dopo il suo pensionamento, fu designato quale direttore scientifico del RIKEN e quale primo presidente dell'Università di Osaka dal 1931 al 1934.

### Modello saturniano dell'atomo

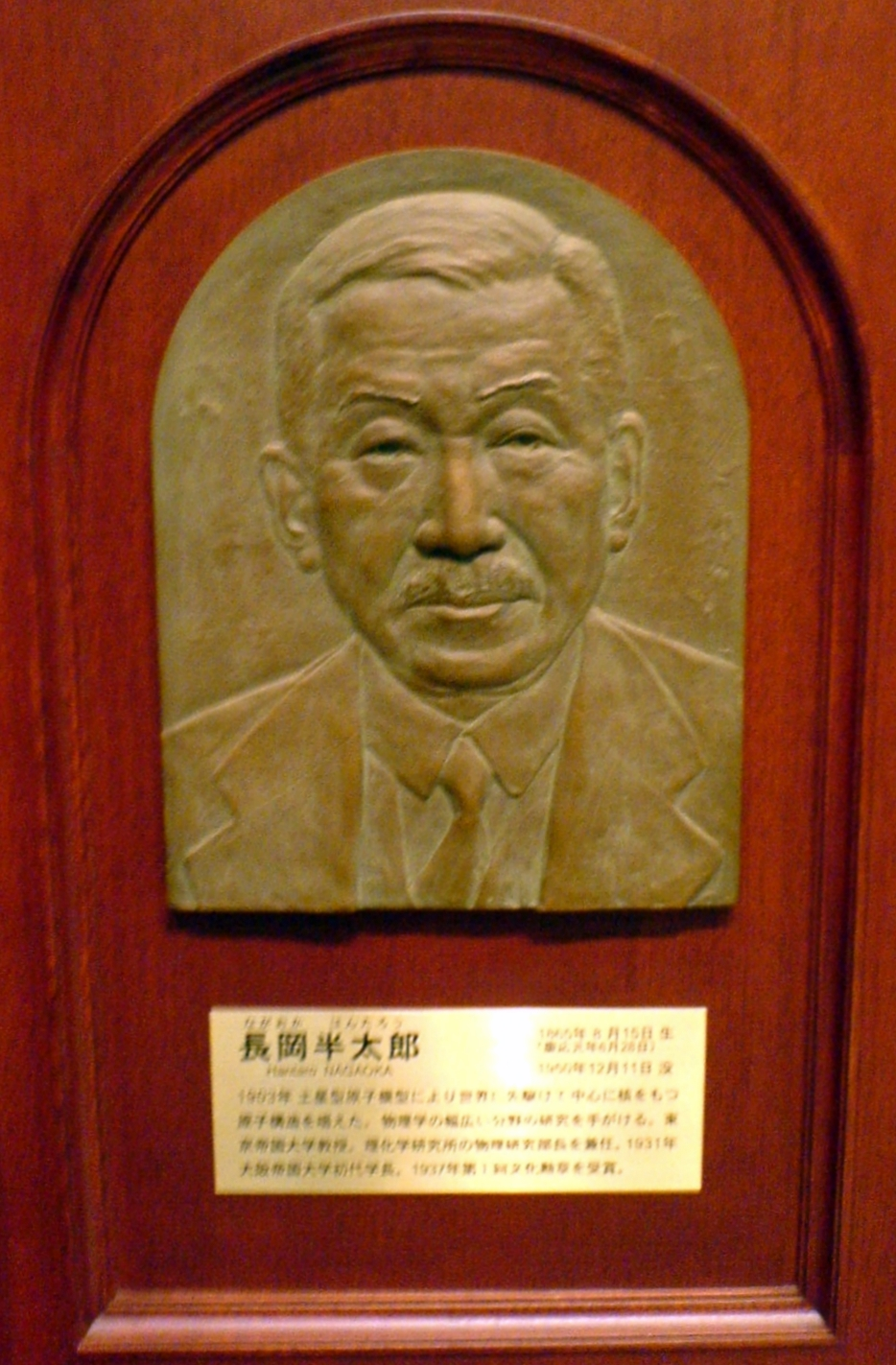
Ritratto di Nagaoka al Museo della scienza di Tokyo.

I fisici nel 1900 avevano appena iniziato ad indagare la struttura dell'atomo. J. J. Thomson aveva scoperto l'elettrone nel 1897 e il fatto che nell'atomo esistessero delle cariche negative implicava necessariamente, affinché potesse risultare complessivamente neutro, che vi fossero anche delle cariche positive. Nel 1903 Thomson propose un modello atomico, detto "a panettone", nel quale l'atomo era costituito da una sfera caricata positivamente in modo uniforme, dalla quale emergevano gli elettroni come i canditi in un panettone.
Nagaoka rigettò il modello di Thomson sulla base del fatto che cariche elettriche opposte sono impenetrabili e propose nel 1904 un modello alternativo, nel quale una massiccia sfera carica positivamente, detta nucleo, era circondata dagli elettroni che vi ruotavano attorno, in modo analogo agli  anelli di Saturno.
Rutherford, che menzionò il modello di Nagaoka nell'articolo del 1911 in cui comunicò i risultati dell'esperimento di Geiger e Marsden, confermò l'esistenza del nucleo, anche se molto piccolo, ma dimostrò l'instabilità di un anello carico attorno ad esso, al punto che lo stesso Nagaoka lo abbandonò nel 1908.

### Altre ricerche
Nagaoka successivamente si occupò di spettroscopia ed altri campi. Nel 1909, pubblicò un lavoro sull'induttanza dei solenoidi. Nel marzo del 1924, descrisse degli esperimenti durante i quali affermava di aver ottenuto un milligrammo di oro e un po' di platino sottoponendo del mercurio ad un campo elettrico di 15 × 106 V/m per alcune ore. L'esperimento è stato in seguito ripetuto con risultati contrastanti, frutto di contaminazioni di oro già presenti nel mercurio. Nel 1929 rilevò i disturbi radio prodotti dalle meteore ed ipotizzò che sarebbe stato possibile stabilire una comunicazione tra due stazioni al suolo utilizzando, come ponte radio, la scia ionizzata che il meteoroide si lascia dietro durante l'ingresso nell'atmosfera.

## Onorificenze
- Il cratere Nagaoka sulla Luna è stato così denominato in suo onore.